# Melanargia melania
Melanargia melania är en fjärilsart som beskrevs av Charles Oberthür 1896. Melanargia melania ingår i släktet Melanargia och familjen praktfjärilar. Inga underarter finns listade i Catalogue of Life.